# Julius H. Schoeps

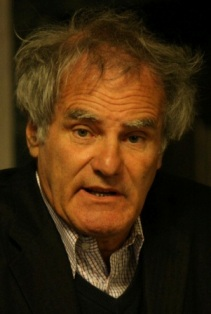
Julius H. Schoeps, 2009

Julius H. Schoeps (* 1. Juni 1942 in Djursholm, Schweden) ist ein deutscher Historiker und Politikwissenschaftler.
Er war Gründungsdirektor des Moses Mendelssohn Zentrums für europäisch-jüdische Studien an der Universität Potsdam und ist Vorstandsvorsitzender der Moses Mendelssohn Stiftung. Schoeps war auch erster Direktor und Mitgründer des Salomon Ludwig Steinheim-Institutes in Duisburg.

## Leben
Julius H. Schoeps, zu dessen Vorfahren der Philosoph Moses Mendelssohn (1729–1786) und der Religionsreformer und Textilunternehmer David Friedländer (1750–1834) zählen, kam während des Exils seiner Eltern, des Religionsphilosophen und Historikers Hans-Joachim Schoeps (1909–1980) und der Dorothee Busch (1915–1996), im schwedischen Djursholm zur Welt. In Schweden wurde auch am 1. Januar 1944 sein jüngerer Bruder Manfred geboren. 1948 folgte Schoeps seinem Vater nach, der bereits 1946 aus dem Exil nach Deutschland zurückgekehrt war.
1963 legte Schoeps nach Besuch eines Internates (Werkschulheim, Christophorus Schule Berchtesgaden) als Externer am Wittelsbacher-Gymnasium in München sein Abitur ab und begann ein Studium der Geschichte, Politikwissenschaft, Kommunikations- und Theaterwissenschaft in Erlangen und an der Freien Universität Berlin. 1969 wurde er promoviert, 1973 habilitierte er sich. Von 1974 bis 1991 war er Professor für Politische Wissenschaft mit dem Schwerpunkt Politische Ideengeschichte an der Universität/Gesamthochschule Duisburg, von 1986 bis 1991 zudem Gründungsdirektor des Duisburger Salomon-Ludwig-Steinheim-Instituts für deutsch-jüdische Geschichte. Schoeps nahm zwischen 1980 und 2007 Gastprofessuren in Budapest, Tel Aviv, New York, Oxford und Seattle wahr.
Seit den späten 1960er Jahren war und ist Schoeps publizistisch tätig für Tages- und Wochenzeitungen (u. a. Die Zeit, Die Welt, FAZ, NZZ, PNN), in Zeitschriften und in zahlreichen Rundfunk- und Fernsehsendern.
Von 1991 bis 1994 war Schoeps Mitglied des Gründungssenats der Universität Potsdam sowie von 1991 bis zum Sommersemester 2007 Professor für Neuere Geschichte (Schwerpunkt deutsch-jüdische Geschichte) an der Universität Potsdam. Von 1992 bis 2014 war er Gründungsdirektor des Moses Mendelssohn Zentrums für europäisch-jüdische Studien, eines An-Instituts der Potsdamer Universität. Außerdem war Schoeps von 2001 bis 2007 Sprecher des DFG-Graduiertenkollegs „Makom – Ort und Orte im Judentum“ an der Universität Potsdam.
Schoeps war von 1984 bis 2014 Vorsitzender der 1958 von seinem Vater Hans-Joachim Schoeps in Erlangen gegründeten Gesellschaft für Geistesgeschichte (GGG) und ist geschäftsführender Herausgeber der Zeitschrift für Religions- und Geistesgeschichte (ZRGG). Von 1993 bis 1997 war Schoeps Gründungsdirektor des Jüdischen Museums der Stadt Wien, von 1995 bis 2005 Gründungsdirektor der Moses Mendelssohn Akademie in Halberstadt, von 2018 bis 2024 war er Vorsitzender des Kuratoriums.
Seit 2002 ist Schoeps Vorsitzender der Moses Mendelssohn Stiftung, die in der Tradition der 1929 gegründeten gleichnamigen Moses „Mendelssohn Stiftung zur Förderung der Geisteswissenschaften“ steht. Die Stiftung – gegründet von Nachfahren Mendelssohns und Mitgliedern des Familienverbundes Mendelssohn-Bartholdy – fördert Bildung, Erziehung, Wissenschaft und Forschung auf dem Feld der europäisch-jüdischen Geschichte und Kultur. Die Stiftung engagiert sich darüber hinaus für gemeinnützige Bauprojekte, u. a. den Bau von Studentenwohnheimen in verschiedenen Städten Deutschlands.
Seit 2003 kämpfte Schoeps als Sprecher der Erben des Bankiers Paul von Mendelssohn-Bartholdy um die Restitution verschiedener Kunstwerke aus dessen Besitz. Anfang 2009 kam es in dieser Frage zu einem Vergleich mit dem Guggenheim Museum und dem Museum of Modern Art in New York City. Im Januar 2010 kam es zu einem Vergleich der Erben mit dem Eigentümer des Picasso-Bildes Porträt von Angel Fernández de Soto, Andrew Lloyd Webber. Das Bild verblieb im Besitz Webbers, der es anschließend im Juni 2010 beim Auktionshaus Christie’s versteigerte. 2020 wurde den Erben von der National Gallery in Washington das Picasso-Pastell „Tête de femme“ restituiert.
Von 2008 bis 2014 war Julius H. Schoeps Sprecher des Walther Rathenau Graduiertenkollegs „Liberalismus und Demokratie: Zur Genealogie und Rezeption politischer Bewegungen von der Aufklärung bis zur Gegenwart“ der Friedrich-Naumann-Stiftung für die Freiheit sowie seit 2014 des Ludwig Rosenberg Kollegs „Historische Bezüge zwischen Arbeiterbewegung und Judentum“ der Hans Böckler Stiftung. Akademische Schüler von Schoeps sind u. a. Anna Carolin Augustin, Sven Brömsel, Hannah Lotte Lund, Barbara Steiner, Olaf Glöckner, Anna-Dorothea Ludewig, Alexandra Nocke, Dekel Peretz, Ines Sonder, Susanne Urban-Fahr, Elke-Vera Kotowski und Armin Pfahl-Traughber. Schoeps ist Mitglied des Schriftstellerverbandes PEN-Zentrum Deutschland.
Die wissenschaftlichen Arbeiten von Julius H. Schoeps befassen sich mit Fragen der Religions- und Geistesgeschichte, der politischen Ideengeschichte und der deutsch-jüdischen Beziehungsgeschichte. Als Herausgeber und Mitherausgeber edierte Schoeps Schriften und Briefe deutschsprachiger Autoren des 19. und 20. Jahrhunderts (u. a. von Felix Busch, Hermann Cohen, Gabriel Riesser, Theodor Herzl, Leon Pinsker, Aaron Bernstein, Franz Oppenheimer, Karl Emil Franzos, Fritz Heymann, Hans-Joachim Schoeps). Mehrere von Schoeps’ Büchern und zahlreiche seiner Aufsätze sind in verschiedenen Sprachen (u. a. Japanisch, Englisch, Hebräisch, Ungarisch, Schwedisch, Französisch, Niederländisch, Russisch, Polnisch, Spanisch und Italienisch) erschienen.

## Auszeichnungen
- 1997: Goldener Rathausmann der Stadt Wien
- 2005: Bundesverdienstkreuz 1. Klasse
- 2009: Österreichisches Ehrenkreuz für Wissenschaft und Kunst I. Klasse
- 2014: Verdienstorden des Landes Brandenburg[6]
- 2020: Großes Verdienstkreuz der Bundesrepublik Deutschland[7]

## Publikationen (Auswahl)

### Als Autor und Mitautor
- Vom Selbstverständnis und den Befindlichkeiten deutscher Juden. Reden und Aufsätze, Georg Olms Verlag, Baden-Baden 2023, ISBN 978-3-487-16375-8
- „Was sagen Sie dazu, Herr Schoeps?“ Der Streit um das Gedenken und Erinnern. Interviews und Gespräche, Europäische Verlagsanstalt, Hamburg 2023, ISBN 978-3-86393-164-3.
- Wem gehört Picassos „Madame Soler“? Der Umgang des Freistaates Bayern mit einem spektakulären NS-Raubkunstfall (= Studien zur Provenienzforschung. Bd. 4). Hentrich & Hentrich, Berlin und Leipzig 2022, ISBN 978-3-95565-538-9.
- Im Kampf um die Freiheit. Preußens Juden im Vormärz und in der Revolution von 1848, EVA, Hamburg 2022, ISBN 978-3-86393-136-0.
- Gabriel Riesser. Demokrat-Freiheitskämpfer-Vordenker (= Jüdische Miniaturen. Band 256). Hentrich & Hentrich, Leipzig 2020, ISBN 978-3-95565-412-2.
- Dorothea Veit/Schlegel. Ein Leben zwischen Judentum und Christentum (= Jüdische Miniaturen. Band 250). Hentrich & Hentrich, Berlin 2020, ISBN 978-3-95565-388-0.
- Düstere Vorahnungen. Deutschlands Juden am Vorabend der Katastrophe (1933–1935). Hentrich & Hentrich, Leipzig 2018, ISBN 978-3-95565-273-9; Taschenbuch-Ausgabe 2021, ISBN 978-3-95565-439-9.
- Hat der Siedlungsgedanke in der zionistischen Ideologie noch eine Zukunft. AphorismA, Berlin 2017, ISBN 978-3-86575-579-7.
- Begegnungen. Menschen, die meinen Lebensweg kreuzten. Suhrkamp, Berlin 2016, ISBN 978-3-633-54278-9, Reprint, Olms, Baden-Baden 2023
- Der König von Midian. Paul Friedmann und sein Traum von einem Judenstaat auf der arabischen Halbinsel. Koehler & Amelang, Leipzig 2014, ISBN 978-3-7338-0398-8
- Pioneers of Zionism: Hess, Pinsker, Rülf. Messianism, Settlement Policy, and the Israeli-Palestinian Conflict. De Gruyter, Berlin / Boston 2013, ISBN 978-3-11-031458-8.
- David Friedländer. Freund und Schüler Moses Mendelssohns. Olms, Hildesheim 2012; 2. Auflage ebenda 2017, ISBN 978-3-487-08592-0.
- Das Erbe der Mendelssohns. Biographie einer Familie. S. Fischer, Frankfurt am Main 2009, ISBN 978-3-10-073606-2.
- als Mitautor: Building a Diaspora. Russian Jews in Israel, Germany and the USA (= International Comparative Social Studies. Band 13). Brill, Leiden 2006, ISBN 90-04-15332-2.
- Palästinaliebe. Leon Pinsker, der Antisemitismus und die Anfänge der nationaljüdischen Bewegung in Deutschland. Philo, Berlin 2005, ISBN 3-86572-530-9.
- „Du Doppelgänger, du bleicher Geselle …“. Deutsch-jüdische Erfahrungen im Spiegel dreier Jahrhunderte 1700–2000. Philo, Berlin 2004, ISBN 3-8257-0361-4.
- Mein Weg als deutscher Jude. Autobiographische Notizen. Pendo, Zürich 2003, ISBN 3-85842-544-3; Taschenbuch-Ausgabe: Philo, Berlin 2004, ISBN 3-8257-0362-2.
- Preußen. Geschichte eines Mythos. Bebra, Berlin 2000, ISBN 3-89809-003-5.
- Das Gewaltsyndrom. Verformungen und Brüche im deutsch-jüdischen Verhältnis. Argon, Berlin 1998, ISBN 3-87024-463-1; 2. überarbeitete und erweiterte Neuauflage, Georg Olms Verlag, Hildesheim 2012.
- Deutsch-jüdische Symbiose oder die mißglückte Emanzipation. Philo, Bodenheim bei Mainz 1996. Lizenzausgabe für die Wissenschaftliche Buchgesellschaft, Darmstadt 1996; Neuauflage unter dem Titel Die missglückte Emanzipation. Wege und Irrwege deutsch-jüdischer Geschichte. Philo, Berlin 2002, 2. Aufl., ISBN 3-8257-0220-0.
- Theodor Herzl 1860–1904. Wenn Ihr wollt, ist es kein Märchen. Eine Bild-Text-Monographie. Wien 1995, ISBN 3-85447-556-X.
- Theodor Herzl und die Dreyfus Affäre (= Wiener Vorlesungen. Band 34). Picus, Wien 1995, ISBN 3-85452-333-5.
- Bürgerliche Aufklärung und liberales Freiheitsdenken. A. Bernstein in seiner Zeit (= Studien zur Geistesgeschichte. Band 14). Burg-Verlag, Stuttgart und Bonn 1992, ISBN 3-922801-51-X.
- Leiden an Deutschland. Vom antisemitischen Wahn und der Last der Erinnerung. Piper, München 1990, ISBN 3-492-11220-X.
- Über Juden und Deutsche. Historisch-politische Betrachtungen (= Deutsche-jüdische Geschichte durch drei Jahrhunderte. Band 4). Burg-Verlag, Stuttgart und Bonn 1986; 2., überarbeitete und erweiterte Neuauflage: Olms, Hildesheim 2010, ISBN 978-3-487-13958-6.
- Bismarck und sein Attentäter. Der Revolveranschlag Unter den Linden am 7. Mai 1866. Ullstein, Berlin [West] 1984, ISBN 3-550-07963-X.
- Von Olmütz nach Dresden 1850/51. Ein Beitrag zur Geschichte der Reformen am Deutschen Bund (= Veröffentlichungen aus den Archiven Preußischer Kulturbesitz. Band 7). Grote, Köln/Berlin [West] 1972, ISBN 3-7745-0234-X.

### Als Herausgeber  bzw. Mitherausgeber
- Fritz Heymann: Daniel „Danny“ Mendoza. Der beste Boxer seiner Zeit (= Jüdische Miniaturen. Bd. 319), Hentrich & Hentrich. Berlin und Leipzig 2024, ISBN 978-3-95565-653-9.
- mit Martina Bitunjac: Complicated Complicity. European Collaboration with Nazi-Germany during World War II. De Gruyter, Berlin 2021, ISBN 978-3-11-067108-7.
- mit Thomas L. Gertzen: Grenzgänger. Jüdische Wissenschaftler, Träumer und Abenteurer zwischen Orient und Okzident. Hentrich & Hentrich, Berlin und Leipzig 2020, ISBN 978-3-95565-375-0.
- mit Dieter Bingen und Gideon Botsch: Jüdischer Widerstand in Europa (1933–1945) (= Europäisch-jüdische Studien. Beiträge. Bd. 27). De Gruyter, Berlin 2016.
- mit Elke-Vera Kotowski und anderen: Zakhor. Imaginations of the former Jewish Vilne in modern Lithuanian Art. Hentrich & Hentrich, Berlin 2016, ISBN 978-3-95565-143-5.
- mit Elizer Ben-Rafael und Olaf Glöckner, Yitzhak Sternberg: Handbook of Israel. Major Debates. 2 Bände. De Gruyter, Berlin 2016, ISBN 978-3-11-035160-6.
- mit Olaf Glöckner: Deutschland, die Juden und der Staat Israel. Eine politische Bestandsaufnahme. Olms, Hildesheim 2016, ISBN 978-3-487-08580-7.
- mit Anna-Dorothea Ludewig, Ines Sonder und unter Mitarbeit von Anna-Carolin Augustin: Aufbruch in die Moderne. Sammler, Mäzene und Kunsthändler in Berlin 1880–1933. Köln 2012, ISBN 978-3-8321-9428-4.
- mit Olaf Glöckner: A Road to Nowhere. Jewish Experiences un Unifying Europe (= Jewish Identities in a Changing World. Vol. 17), Leiden/Boston 2011, ISBN 978-90-04-20158-3.
- mit Joachim H. Knoll und Anna-Dorothea Ludewig: Der Dandy. Ein kulturhistorisches Phänomen im 19. und 20. Jahrhundert. Beiträge (= Europäisch-jüdische Studien). Walter De Gruyter, Berlin und Boston 2013, ISBN 978-3-11-030552-4.
- mit Lars Rensmann: Politics and Resentment. Antisemitism and Counter-Cosmopolitanism in the European Union. Brill, Leiden 2011, ISBN 978-90-04-19046-7.
- mit Werner Treß: Verfemt und verboten. Vorgeschichte und Folgen der Bücherverbrennung 1933. Olms, Hildesheim 2010, ISBN 978-3-487-14383-5.
- mit Werner Treß: Orte der Bücherverbrennungen in Deutschland 1933. Olms, Hildesheim 2008, ISBN 978-3-487-13660-8.
- mit Anna-Dorothea Ludewig: Eine Debatte ohne Ende? Raubkunst und Restitution im deutschsprachigen Raum. Verlag für Berlin-Brandenburg, Berlin 2007; überarbeitete und erweiterte Neuauflage 2014, ISBN 978-3-95565-057-5.
- mit Elke-Vera Kotowski: Vom Hekdesch zum Hightech. 250 Jahre Jüdisches Krankenhaus im Spiegel der Geschichte der Juden in Berlin. Berlin 2007.
- mit Eliezer Ben-Rafael und anderen: Building a Diaspora. Russian Jews in Israel, Germany and the USA (= International Comparative Social Studies. Band 13). Leiden 2006, ISBN 90-04-15332-2.
- mit Elke-Vera Kotowski: Magnus Hirschfeld: Ein Leben im Spannungsfeld von Wissenschaft, Politik und Gesellschaft. be.bra Verlag, Berlin 2004, ISBN 3-937233-09-1.
- mit Irene Diekmann: Das Wilkomirski-Syndrom. Eingebildete Erinnerungen oder Von der Sehnsucht Opfer zu sein. Pendo Verlag, Zürich/München 2002, ISBN 3-85842-472-2.
- mit Elke-Vera Kotowski und Hiltrud Wallenborn: Handbuch zur Geschichte der Juden in Europa. Wissenschaftliche Buchgesellschaft, Darmstadt 2001, ISBN 3-534-14086-9.
- mit Andreas Nachama und Hermann Simon: Juden in Berlin. 3 Bände. Henschel, Berlin und Leipzig 2001–2009, ISBN 3-89487-336-1.
  - Band 1: Die Juden in Berlin. 2001, ISBN 3-89487-336-1.
  - Band 2: Biographien. Hrsg. Elke-Vera Kotowski. 2005, ISBN 3-89487-461-9.
  - Band 3: Bilder, Dokumente, Selbstzeugnisse. Hrsg. von Irene A. Diekmann. 2009, ISBN 978-3-89487-611-1.
- Leben im Land der Täter. Juden im Nachkriegsdeutschland (1845–1952). Berlin 2001, ISBN 3-934658-17-2.mit Tobias G. Natter: Max Liebermann und die französischen Impressionisten. DuMont, Bonn 1997, ISBN 3-7701-4294-2.
- mit Irene Diekmann und Peter Krüger: Geopolitik. Grenzgänge im Zeitgeist. Teil 1: 1890 bis 1945. Teil 2: 1945 bis zur Gegenwart. Verlag für Berlin Brandenburg, Potsdam 2000, ISBN 3-932981-68-5.
- Enteignet durch die Bundesrepublik Deutschland. Der Fall Mendelssohn-Bartholdy. Eine Dokumentation. Philo, Bodenheim bei Mainz 1997, ISBN 3-8257-0045-3.
- mit Michael Ley: Der Nationalsozialismus als politische Religion. Philo, Bodenheim bei Mainz 1997, ISBN 3-8257-0032-1.
- mit Peter Krüger und Irene Diekmann: Der verkannte Monarch. Friedrich Wilhelm IV. in seiner Zeit (= Brandenburgisch Historische Studien. Band 1). Potsdam 1997, ISBN 3-930850-67-2.
- mit G. Tobias Natter: Max Liebermann und die französischen Impressionisten [= Begleitbuch zur Ausstellung „Max Liebermann Werke 1900-1918“], Köln 1997.
- Alex Bein: „Hier kannst Du nicht jeden grüßen“. Erinnerungen und Betrachtungen (= Haskala. Wissenschaftliche Abhandlungen. Bd. 14). Hildesheim u. a. 1996.
- mit Stépane Moses und Joachim Schlör: Manès Sperber als Europäer. Eine Ethik des Widerstandes. Edition Hentrich, Berlin 1996, ISBN 3-89468-165-9.
- mit Willi Jasper und Bernhard Vogt: Russische Juden in Deutschland. Integration und Selbstbehauptung in einem fremden Land. Beltz, Weinheim 1996.
- mit Margret Heitmann: „Halte fern dem ganzen Lande jedes Verderben…“ Geschichte und Kultur der Juden in Pommern. Olms, Hildesheim 1995, ISBN 3-487-10074-6.
- mit Irene Diekmann: Wegweiser durch das jüdische Brandenburg. Berlin 1995, ISBN 3-89468-189-6.
- mit Hermann Simon: Dreyfus und die Folgen. Berlin 1995.
- mit Joachim Schlör: Antisemitismus. Vorurteile und Mythen. München 1995, ISBN 3-492-03796-8.
- mit Hermann Simon, Bruno Strauß: Moses Mendelssohn in Potsdam am 30. September 1771. Mit einem Essay von Eva J. Engel, Edition Hentrich, Berlin 1994, ISBN 3-89468-126-8.
- mit Hanna Delf und Manfred Walther: Spinoza in der europäischen Geistesgeschichte. Edition Hentrich, Berlin 1994, ISBN 3-89468-113-6.
- mit Eberhard Jäckel und Peter Longerich: Enzyklopädie des Holocaust, 3 Bände. Argon, Berlin 1993; Taschenbuch-Ausgabe: Piper, München 1995.
- mit Arno Herzig: Reuchlin und die Juden (= Pforzheimer Reuchlinschriften. Band 3). Sigmaringen 1993, ISBN 3-7995-6029-7.
- Aus zweier Zeugen Mund. Festschrift für Pnina Navè Levinson und Nathan Peter Levinson. Gerlingen 1992, ISBN 3-88350-607-9.
- Neues Lexikon des Judentums. Gütersloher Verlagshaus, Gütersloh 1992, ISBN 3-579-02305-5.
- Juden als Träger bürgerlicher Kultur in Deutschland (= Studien zur Geistesgeschichte. Band 11). Burg Verlag, Stuttgart / Bonn 1989, ISBN 3-922801-48-X.
- mit Heinz Kremers: Das jüdisch-christliche Religionsgespräch (= Studien zur Geistesgeschichte. Band 9). Burg Verlag, Stuttgart/Bonn 1988.
- mit Joachim H. Knoll: Typisch deutsch: Die Jugendbewegung. Beiträge zu einer Phänomengeschichte [darin: Sexualität, Erotik und Männerbund. Hans Blüher und die deutsche Jugendbewegung, S. 137-154], Leverkusen 1988.
- mit Horst Hillermann: Justiz und Nationalsozialismus. Stuttgart/Bonn 1987.
- mit Micha Brumlik, Doron Kiesel, Cilly Kugelmann: Jüdisches Leben in Deutschland seit 1945. Jüdischer Verlag bei Athenäum, Frankfurt am Main 1986, ISBN 3-7610-0396-X.
- mit Walter Grab: Juden in der Weimarer Republik. Burg Verlag, Stuttgart/Bonn 1986, 2. Auflage, Darmstadt 1998, ISBN 3-89678-074-3.
- mit Alphons Silbermann: Antisemitismus nach dem Holocaust. Bestandsaufnahme und Erscheinungsformen in deutschsprachigen Ländern. Köln 1986.
- mit Ludger Heid: Arbeit und Alltag im Revier. Arbeiterbewegung und Arbeiterkultur im westlichen Ruhrgebiet im Kaiserreich und in der Weimarer Republik (= Duisburger Forschungen. Band 33). Braun, Duisburg 1985, ISBN 3-87096-044-2.
- mit Walter Grab: Juden im Vormärz und in der Revolution 1848. Burg Verlag, Stuttgart/Bonn 1983.
- mit Imanuel Geiss: Revolution und Demokratie in Geschichte und Literatur. Festschrift für Walter Grab. Braun Verlag, Duisburg 1979, ISBN 3-87096-149-X.
- mit Joachim H. Knoll: Friedrich Albert Lange. Leben und Werk. Braun Verlag, Duisburg 1975.

### Kommentierte Text- und Briefe-Editionen
- A. Bernstein in seiner Zeit. Briefe und Materialien (= Haskala. Wissenschaftliche Abhandlungen. Band 43). Olms, Hildesheim 2010.
- Bibliothek Verbrannter Bücher. Eine Auswahl der von den Nationalsozialisten verbotenen und verfemten Bücher. 10 Bände. Olms, Hildesheim 2008.
- mit Stefanie Oswalt und Elke-Vera Kotowski: Ari Rath. Auf dem Weg zum Frieden. Artikel und Essays aus fünf Jahrzehnten. VBB, Berlin 2005, ISBN 3-935035-77-2.
- Gabriel Riesser: Gesammelte Schriften (= Bibliothek des deutschen Judentums). 4 Bände. Olms, Hildesheim 2000.
- Felix Mendelssohn Bartholdy: Briefe, 2 Bde. Hrsg. von Paul Mendelssohn Bartholdy, Potsdam 1997, ISBN 3-930850-68-0.
- mit Jutta Dick: Salomon Ludwig Steinheim und Johanna Steinheim. Briefe (= Haskala. Wissenschaftliche Abhandlungen. Band 9). Olms, Hildesheim 1996.
- Ein Volk von  Mördern? Die Dokumentation zur Goldhagen-Kontroverse um die Rolle der Deutschen im Holocaust. Hamburg 1996.
- mit Hanna Delf: Gustav Landauer-Fritz Mauthner, Briefwechsel 1890–1919. C. H. Beck, München 1994, ISBN 3-406-38657-1.
- A. Bernstein. Ghettogeschichten. Vögele der Maggid / Mendel Gibbor. Hentrich, Berlin 1994.
- Felix Busch. Aus dem Leben eines königlich-preußischen Landrats. Berlin 1991, 2. Aufl. Potsdam 2000, ISBN 3-932981-20-0.
- mit Cathy Gelbin, Eva Lezzi, Geoffrey H. Hartman: Archiv der Erinnerung. Interviews mit Überlebenden der Shoa. 2 Bände, Potsdam 1998.
- mit Alphons Silbermann, Hans Süssmuth: Franz Oppenheimer: Gesammelte Schriften. 3 Bände. Berlin 1995–1998, ISBN 3-05-002675-8.
  - Band 1: Theoretische Grundlegung.
  - Band 2: Politische Schriften.
  - Band 3: Schriften zur Marktwirtschaft.
- mit Alex Bein u. a.: Theodor Herzl. Briefe und Tagebücher. 7 Bände. Propyläen, Berlin 1983–1996, ISBN 3-549-07636-3.
- Auf der Suche nach einer jüdischen Theologie. Der Briefwechsel zwischen Schalom Ben-Chorin und Hans-Joachim Schoeps. Jüdischer Verlag bei Athenäum, Frankfurt am Main 1989, ISBN 3-610-00424-X.
- Fritz Heymann. Tod oder Taufe. Vertreibung der Juden aus Spanien und Portugal im Zeitalter der Inquisition. Jüdischer Verlag, Frankfurt am Main 1988, ISBN 3-610-00409-6.
- Richard Meyer von Achenbach. Gedanken über eine konstruktive deutsche Ostpolitik. Denkschrift aus dem Jahre 1953. Athenäum Verlag, Frankfurt am Main 1986.
- Im Streit um Kafka und das Judentum. Max Brod/Hans-Joachim Schoeps. Briefwechsel. Königstein/Ts. 1985 (2. Auflage, Georg Olms Verlag, Hildesheim 2011, ISBN 978-3-487-13961-6)
- mit Micha Brumlik, Doron Kiesel, Cilly Kugelmann, Jüdisches Leben in Deutschland seit 1945, Jüdischer Verlag bei Athenäum, Frankfurt am Main 1986, ISBN 3-7610-0396-X
- Theodor Herzl: Wenn Ihr wollt, ist es kein Märchen. Altneuland/Der Judenstaat, hrsg. und eingel. von Julius H. Schoeps, Kronberg/Ts. 1978, 2. Auflage 1985, ISBN 3-7610-0384-6.
- Friedrich Albert Lange. Die Arbeiterfrage. Jedermann Hauseigenthümer. Sozialpolitik zwischen Liberalismus und Sozialismus (= Duisburger Hochschulbeiträge. Band 4), Braun Verlag, Duisburg 1975.
- Zionismus. Vierunddreißig Aufsätze. Nymphenburger Verlagshandlung, München 1973, ISBN 3-485-03216-6.

### Herausgegebene und mitherausgegebene Zeitschrift, Schriftenreihen und Jahrbücher
- Zeitschrift für Religions- und Geistesgeschichte [ZRGG/ Journal of Religious and Cultural Studies]. Hrsg. mit Gideon Botsch, Miriam Rürup. Brill, Köln/Leiden 1948 ff.
- Studien zur Geistesgeschichte. Bd. 1-15. Burg Verlag, Stuttgart/Bonn, ab Bd. 16 Hentrich Verlag, Berlin, ab Bd. 18 Philo, Bodenheim bei Mainz. 23 Bände erschienen.
- Bibliographien zur deutsch-jüdischen Geschichte. K. G. Saur, 1989 ff., sieben Bände erschienen.
- Menora. Jahrbuch zur deutsch-jüdischen Geschichte 1990–1993. Piper, ab 1994 Philo Verlag, 16 Bände erschienen.
- Bibliothek des deutschen Judentums. Olms, Hildesheim 1986 ff.
- Haskala. Wissenschaftliche Abhandlungen. Olms, Hildesheim 1991 ff., bisher 50 Bände erschienen.
- Sifria. Wissenschaftliche Bibliothek, JVB, Bd. 1- 5, 2000–2002, Bd. 5-10, Bebra. Wissenschaftlicher Verlag, Berlin 2004 ff.
- Gewaltpolitik und Menschenrechte. Hrsg. mit Rolf Hosfeld, Sönke Neitzel. Duncker & Humblot, Berlin 2017 ff.

### Gesammelte Schriften
- Deutsch-jüdische Geschichte durch drei Jahrhunderte. Ausgewählte Schriften. 10 Bände und drei Ergänzungsbände (u. a. Die späten Jahre/Bibliographie). Olms, Hildesheim 2010 ff.